# Нартов Андрій Григорович
Андрій Григорович Нартов (1921—2004) — Заслужений пілот СРСР, Герой Соціалістичної Праці.

## Біографія
Народився в 1921 році. В роки радянсько-німецької війни був одним з перших пілотів, які були направлені до Миколаєва на відбудову міста. У 1944—1949 роках був командиром авіаланки, з 1949 до 1952 року — командиром авіаланки сільськогосподарської авіації, а у 1952—1959 роках — командиром Миколаївського об'єднаного авіапідприємства. В другій половині 1958 року був призгачений командиром Чернівецького об'єднаного авіаційного загону.

Могила Андрія Нартова

Помер в 2004 році. Похований в Києві на Байковому кладовищі (ділянка № 52).